# Монюшко
Монюшко (пол. Moniuszko) — шляхетский род герба Кривда. Уже в XVI веке считался древним. 
Станислав Монюшко (1734—1807), военный судья войск Великого княжества Литовского, обустроил в Минской губернии усадьбу Смиловичи. Его внук — композитор Станислав Монюшко.
Род Монюшко внесён в I и VI часть родословных книг Виленской, Гродненской и Минской губерний.